# Kadri Cemilpascha

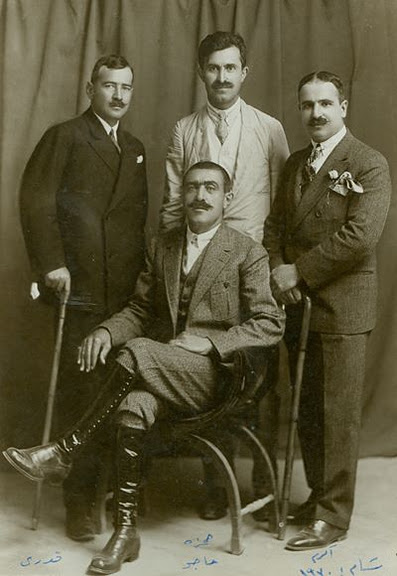
Kadri Cemilpascha, (hinten links), mit Mükslü Hamza, Ekrem Cemilpascha, Haco Agha (vorne)

Kadri Cemilpascha oder Kadri Cemil Pascha (Burc), Cemilpaschazade Kadri, Zınar Silopi (kurdisch  قادری جهمیل پاشا Qedrî Cemîl Paşa, oder Zinar Sîlopî; * 1891 in Diyarbakır; † 27. Oktober 1973 in Damaskus) war ein kurdischer Politiker.
Er wurde 1891 in Diyarbakir als Sohn des Fuad Bey, aus der vornehmen Familie der Cemilpaschazade, geboren. Nach Abschluss der höheren Militärschule in Diyarbakir ging er nach Istanbul und schloss dort das Lycée ab.

## Kürt Talebe Hêvî Cemiyeti
1911 schrieb er sich in der Volkshochschule für Landwirtschaft ein. In der Zeit gründete er zusammen mit seinem Onkel Ömer Cemilpascha und zwei Freunden den kurdischen Schülerverein Kürt Talebe Hêvî Cemiyeti. Später ging er zur Weiterbildung nach Lausanne und gründete dort mit seinem Cousin Ekrem Cemilpascha und anderen eine Zweigstelle der Hêvî Cemiyeti.
Wegen des Ersten Weltkriegs und der damit verbundenen Verspätung der Post erreichte ihn kein Geld von den Eltern, sodass er nach Istanbul zurückkehren musste. Nach Meldung in seinem Aushebungsbezirk wurde er zur Militärschule für Reserveoffiziere der Kavallerie zugelassen. Nach vier Monaten Ausbildung wurde er der osmanischen dritten Armee zugeteilt und kämpfte an der Kaukasusfront. Der Kommandant der 2. Kavalleriedivision Mürsel Bakü teilte ihn der İhtiyatbrigade zu, die aus den Stämmen der Hesenan und der Cibran bestand. Nach Aufreibung dieser Brigade kämpfte er im 23. Kavallerieregiment. In der Schwarzmeerregion kämpfte er gegen pontische Banden und ging dann an die Palästinafront. Doch bei Amman wurde er von britischen Kräften gefangen genommen und war eineinhalb Jahre Kriegsgefangener in einem Lager in Alexandria.

## Exil
Im Zuge des Scheich-Said-Aufstandes wurde er wie andere aus seiner Familie verhaftet und vor das Unabhängigkeitsgericht gestellt. Der Richter war der Kurde Ali Saip Ursavaş aus Rewanduz, mit dem sich Kadri Cemilpascha vorher gestritten hatte. Obwohl das Gericht ihn freisprach, wurde er nach Burdur verbannt.

## Xoybun
Nachdem er 1929 nach Diyarbakir zurückgekehrt war, trat er mit der Organisation Xoybûn in Kontakt und suchte ein Jahr später Asyl in Syrien. Dort wurde er Mitglied der Xoybun und später auch zum Mitglied des Zentralkomitees gewählt. Zu der Zeit plante die Xoybun eine Offensive in Nordkurdistan, und Kadri sollte die Führung der Gruppe in Dêrik-Mardin übernehmen, doch die französische Verwaltung sammelte die Xoybunführer aus den kurdischen Gebieten und schickte sie nach Damaskus. So konnte er nicht an der Offensive teilnehmen.
1932 wurde er Mitglied des in Syrien gegründeten Civata Arîkariyê Jibo Belengazên Kurd Li Cizîrê (Hilfsverein für die armen Kurden der Dschezira). 1933 wurde er aus der türkischen Staatsangehörigkeit entlassen. 1937 wurde er mit den anderen Familienangehörigen durch die französische Mandatsregierung ins Gefängnis Tadmur deportiert, weil er sich dagegen aussprach, dass die Franzosen die syrischen Christen und Kurden gegen die Araber ausspielen wollten. Zwischen 1934 und 1939 war er politischer Repräsentant der Xoybun. 1937 war er ein Verantwortlicher des von der Xoybun gegründeten Civata Azadî û Yekîtiya Kurdan (Verein für Unabhängigkeit und Einheit der Kurden).

## Mahabad
Nach Gründung der Republik Mahabad wurde er als Repräsentant der Hîzba Demokrata Kurdî ya Suriyê (Der demokratischen kurdischen Partei Syriens) nach Mahabad gesandt. Über Sulaimaniyya gelangte er in den Iran, wo er sich bei Bukan mit dem Kurden Mustafa Hoşnav, einem ehemaligen Offizier der irakischen Armee, traf und gemeinsam mit ihm nach Mahabad reiste. Dort trat er der Demokratischen Partei Kurdistan-Iran bei und ging auf Befehl Qazi Mohammeds nach Täbris, wo er dem sowjetischen Generalkonsulat ein Schreiben mit den Forderungen der Republik Mahabad an Stalin übergab. Aber als ihm kein Posten innerhalb der Republik Mahabad gegeben wurde, verließ er nach kurzer Zeit Mahabad.
Am 27. Oktober 1973 starb er in Damaskus und wurde auf dem Friedhof des Stadtviertels Heyy'ul Ekrad (Rukneddin) begraben.
Er war mit der Tochter Cavide Hanım des Kasım Bey Cemilpaşazade verheiratet. Das Paar war kinderlos.

## Werke
- Zınar Silopi, Doza Kürdistan, Stewr, Beirut, 1969
- Kadri Cemil Paşa (Hrsg.: Mehmet Bayrak), Doza Kurdistan: Kürt Milletinin 60 Yıllık Esaretten Kurtuluş Savaşı Hatıraları, 2. Auflage, Öz-Ge Verlag, Ankara, 1991